# Міська вулиця (Київ)
Міська́ вулиця — вулиця у Святошинському, Подільському та Оболонському районах міста Києва, місцевості Берковець, Пуща-Водиця. Пролягає від Гостомельської площі до Лісної вулиці. Прилучаються вулиці Берковецька, Синьоозерна, Михайла Рибакова, шосе на Гостомель, вулиці Курортна, Ірини Жиленко, Федора Максименка, Миколи Юнкерова і Квітки Цісик. Виникла у 1-й третині XX століття під назвою Городська. Сучасна назва — з 1944 року.

## Заклади
В будинку № 1 розміщується Будинок ветеранів сцени імені Наталії Ужвій, заснований у 1959 році на власні кошти Українського театрального товариства за ініціативою української радянської акторки Наталії Ужвій. Являє собою двохповерхову будівлю з територією 1,5 га з парком та фруктовим садом.